# Basse-Lotharingie
959–1190
Entités précédentes :
- Duché de Lotharingie

Entités suivantes :
- Duché de Brabant
- Duché de Limbourg
- Marche de Namur
- Comté de Clèves
- Comté de Gueldre
- Comté de Hainaut
- Comté de Hollande
- Comté de Looz
- Comté de Luxembourg
- Principauté de Cambrai
- Principauté de Cologne
- Principauté de Liège
- Principauté d'Utrecht

Le duché de Basse-Lotharingie était un des cinq duchés ethniques germaniques de la Francie orientale. Il se constituait de la partie nord de la Lotharingie. Avec le temps et les divergences linguistiques, la Basse-Lotharingie sera appelée le Lothier tandis que la Haute-Lotharingie deviendra la Lorraine.

## Le partage du duché de Lotharingie
Le duché de Basse-Lotharingie est créé en 959, en même temps que la Haute-Lotharingie, de la division du duché de Lotharingie. C'est Brunon de Cologne qui procède au partage et donne la Basse-Lotharingie au vice-duc Godefroy. La Basse-Lotharingie telle qu'elle a été instaurée à cette époque n'empiétait pas au sud sur les territoires du diocèse de Trèves. L'ancienne Frise y était encore comprise. La Basse-Lotharingie s'étendait donc de l'Escaut à l'Ems et de la mer du Nord jusqu'à l'extrémité méridionale de la province de Cologne.
La Basse-Lotharingie embrassait au point de vue ecclésiastique :
1. Une partie de la province de Reims, à savoir le diocèse de Cambrai ;
2. La plus grande partie de la province de Cologne, c'est-à-dire : le diocèse de Liège entier, le diocèse d'Utrecht entier et la portion du diocèse de Cologne située sur la rive droite du Rhin ;
3. Peut-être enfin les cinq petits pagi frisons des embouchures de l'Ems que Charlemagne avait confié à l'apostolat du frison Liudger (Ludger) en 787, et qui demeurèrent joints au diocèse de Münster lorsque ce dernier en devint le premier évêque[3].

Il paraît certain qu'Otton n'a pas donné de successeur à Brunon et au jeune duc de Basse-Lotharingie. Sur la frontière occidentale, Otton créa les marches de Gand, d'Ename et de Valenciennes. Wichman et ensuite Thierry II de Frise occidentale dans le château de Gand, Godefroid de Verdun, dans le château d'Ename, Arnoul, dans le château de Valenciennes, surveillaient la frontière ; ils devaient surtout empêcher que les seigneurs impatients du joug allemand s'entendissent avec les fils de Régnier III, réfugiés en France, et avec les rois carolingiens qui pouvaient être amenés à reprendre l'offensive sur la Lotharingie.

## OttonII
Otton II, qui n'avait ni la même énergie, ni la même habileté que son père, vit renaître des dangers qui semblaient conjurés. Lothaire, roi de Francie occidentale, et son frère Charles soutinrent en 976 l'entreprise de Régnier IV et de Lambert auxquels la maison de Vermandois prêtait également son appui. Mais bientôt le roi de France se brouilla avec Charles et l'exila. Otton tirant parti de cet événement et, plus avisé qu'héroïque, divisa la coalition dont était menacée la Lotharingie ; il fit rentrer en grâce les fils de Régnier et leur restitua leurs alleux. Quant à Charles, il lui conféra le titre ducal (977). La surprise d'Aix-la-Chapelle par Lothaire l'année suivante ne fut qu'un épisode sans lendemain ; le traité de Margut (980) consacra l'abandon par le roi de France de toute prétention sur le territoire qu'il convoitait.
Le nouveau duc de Basse-Lotharingie était le cousin d'Otton II ; sa mère Gerberge, veuve de Gislebert et de Louis IV d'Outre-Mer, était fille de Henri Ier de Germanie. Son rôle en Lotharingie ne fut guère marqué ; il ne tarda d'ailleurs pas à tromper la confiance qu'on avait eue en lui ; sous la régence de Théophano, il conspira ouvertement contre l'empire en s'associant aux nouvelles tentatives de Lothaire, qui, en 985, s'empara de Verdun, et quand, en 986, Lothaire mourut subitement, suivi de près par son fils Louis V (987), il ne songea plus qu'à revendiquer la couronne dont Hugues Capet avait pris possession.
Ainsi, en mai 988, il engage la lutte et s'empare de Laon, capitale royale des derniers Carolingiens, de la reine Emma et l'évêque Adalbéron. Hugues Capet le fait excommunier, puis fait assiéger Laon, qui résiste. À partir de la fin de 988, Charles lance une série d'offensives qui lui permettent de s'emparer de la forteresse royale de Montaigu, d'envahir le Soissonnais et, à la suite de la trahison de l’évêque Arnoul, de s’emparer de Reims. Il tient alors Laon et Reims, a rallié à sa personne les comtes de Vermandois, de Rethel, de Soissons, de Roucy et de Troyes, et se rapproche de celui de Blois. Cependant, par la trahison d’Adalbéron de Laon, il est fait prisonnier de Hugues en 991, et périt ainsi obscurément en captivité. Otton III nomme comme successeur de Charles, en Basse-Lotharingie, son jeune fils Otton.

## Godefroid de Verdun
Otton III donna pour successeur au Carolingien son jeune fils Otton. Celui-ci mourut en 1005 ou en 1012. Le duché est alors confié à la famille des comtes de Verdun, qui obtient aussi en 1033 le duché de Haute-Lotharingie.
Le premier duc de cette maison, Godefroid Ier de Verdun (1005/1012-1023), contribua sans doute à réprimer les excès du comte Baldéric qui, maître du Hamaland, du Tubalgo et de plusieurs comtés frisons et saxons, avait donné la main à tous les ennemis du roi.
La disgrâce de cet aventurier qui par son mariage avec la fille de Wichmann de Hamaland (de), par d'heureuses dévolutions et par des entreprises audacieuses et criminelles, avait concentré en ses mains toute la région de la basse Meuse et du bas Rhin, depuis l'aval de Cologne jusqu'au voisinage d'Utrecht, et de plus une partie de la Frise du Nord, ouvrit la voie à des créations nouvelles dont les plus importantes allaient devenir le comté de Zutphen, le comté de Clèves et le comté de Gueldre.

## La révolte de Godefroid le Barbu
Mais la mort de Gothelon Ier (1044) allait provoquer une crise redoutable. Godefroid II le Barbu avait un frère incapable, Gothelon le Fainéant ; c'est à lui que Henri III, craignant sans doute d'exagérer l'autorité d'un seul grand vassal, confia la Lotharingie inférieure ; Godefroid ne conserva de l'héritage de son père que la Haute-Lotharingie. Mécontent de cette décision, qu'il considérait comme un amoindrissement et une injustice, il entama une lutte qui pendant douze années fut presque ininterrompue. Allié à tous les adversaires de Henri III, au roi de France, au comte de Flandre Baudouin V, au comte de Hollande Thierry IV, tour à tour vainqueur et vaincu, réconcilié et rebelle, commettant les pires excès, incendiant le palais royal de Nimègue et la ville de Verdun, dont l'évêque avait pris parti contre lui, il finira en 1056 par faire sa soumission définitive, mais il ne recouvre alors aucun des deux duchés paternels. Cette lutte eut pour conséquence l'amoindrissement, la dislocation du duché de Basse-Lotharingie.
Gothelon II, que son incapacité avait fait déposer en 1046 et qui mourut la même année (avant le 22 mai), avait été remplacé dans la Basse-Lotharingie par Frédéric, fils du comte Frédéric et petit-fils de Sigefroid. Il avait été comte de l'Ardenne septentrionale et du Luihgau.
Godefroid le Barbu, qui avait conservé ses alleux héréditaires et notamment le château de Bouillon, avait passé les Alpes, et par le mariage qu'il contracta en Italie avec Béatrix, fille de Frédéric II de Haute-Lotharingie et veuve de Boniface III, marquis de Toscane, il avait conquis une puissance nouvelle, et il put remplir dans l'histoire de l'Europe méridionale un rôle plus important peut-être que celui auquel il avait dû renoncer dans les Pays-Bas.
L'avènement du jeune Henri IV scella définitivement (1057) la réconciliation ébauchée par son père l'année précédente ; en 1065, à la mort du duc Frédéric, Godefroid fut même investi de la Basse-Lotharingie, pour l'obtention de laquelle il avait naguère mis le pays à feu et à sang ; mais il avait vieilli ; en 1069 il rendit son dernier soupir.

## Godefroid le Bossu
À Godefroid II succède son fils Godefroid III le Bossu (1069-1076).
Godefroid le Bossu, né du premier mariage de Godefroid II, avait épousé Mathilde, fille de Béatrix et de Boniface, Mathilde, la grande comtesse, la future alliée de Grégoire VII.
Les sept années pendant lesquelles Godefroid le Bossu gouverna la Basse-Lotharingie (1069-1076) coïncident avec la querelle ardente des Investitures ; le duc ne dévia jamais de la fidélité qu'il devait à Henri IV, et il aurait sans doute illustré son nom de la façon la plus mémorable si dans une expédition contre Thierry V de Hollande il n'avait pas été traîtreusement assassiné (1076).

## Godefroid de Bouillon
Privé d'enfants, Godefroid laissa son héritage au fils de sa sœur Ida et d'Eustache II de Boulogne, Godefroid dit de Bouillon ; mais Henri IV, qui se défiait sans doute d'un jeune homme en quelque sorte étranger à son empire, ne lui confia pas la direction de la Lotharingie ; il en investit pour la forme son propre fils Conrad, à peine âgé de deux ans. La Basse-Lotharingie se trouvait donc en réalité privée d'un chef national ; elle semblait devoir être rattachée directement à la couronne. Quelques années plus tard cependant, certains disent en 1089, Henri IV changea d'avis et créa duc Godefroid de Bouillon. En 1096 ce prince, saisi de la fièvre de la croisade, partit pour la Palestine, refusa en 1099 d'être couronné roi de Jérusalem et en fut nommé avoué. Il mourut sans revoir le pays natal.

## La querelle entre les maisons de Limbourg et de Brabant
L'empereur lui avait donné pour successeur le comte Henri II de Limbourg, petit-fils du duc Frédéric de Basse-Lotharingie. Mais le dévouement que le nouveau duc témoigna à son roi, proscrit par l'Église et trahi par son fils Henri, lui valut d'être déposé le jour où Henri V eut triomphé.
Le titre ducal de la Basse-Lotharingie fut alors conféré (1106) à Godefroid Ier de Louvain. Son compétiteur Henri ne renonça pas à son titre ; la Lotharingie inférieure eut alors deux ducs aux prétentions rivales, mais dont la puissance réelle ne dépassait pas les limites de leurs domaines particuliers.
En effet, la lutte que Godefroid Ier soutint pendant plusieurs années contre Henri et qui se termina à son désavantage, eut pour conséquence l'amoindrissement et la dislocation du duché de Basse-Lotharingie. Si le nom n'a pas disparu, en fait au XIIe siècle le pouvoir ducal n'existe plus. Les nombreux comtés du IXe siècle ont cédé la place à un petit nombre de grandes principautés ; ce sont, en dehors des États ecclésiastiques : le Hainaut, le Brabant, Namur, Looz, le Limbourg, le Luxembourg, la Gueldre, Clèves, la Hollande. À côté de ces principautés, se placent, dans un désordre extrême, les comtés secondaires et les seigneuries vastes ou minuscules.
Godefroid Ier de Louvain avait associé au duché son fils Godefroid II en 1136. Godefroid II porta le titre ducal à partir de cette date, dignité qui fut confirmée par l'empereur Conrad III, dont il avait épousé la belle-sœur.
Godefroid Ier de Louvain avait obtenu pendant plusieurs années le duché de Basse-Lotharingie, mais celle-ci lui avait été retirée au profit de Waléran II de Limbourg par Lothaire de Supplinbourg. Godefroid Ier de Louvain et Waléran II de Limbourg moururent à quelques mois d'intervalle (1139-1140). L'empereur donna alors la Basse-Lotharingie à Godefroid II, mais le fils de Waléran, Henri II de Limbourg, revendiqua le duché. Godefroid II réagit vigoureusement et défit très rapidement le comte de Limbourg.

## Fin de la querelle entre maisons de Limbourg et de Brabant
Le duché retourna ensuite à la maison de Louvain. En 1148, l'empereur Conrad III étant parti en croisade, la guerre reprit en Basse-Lotharingie et ce ne fut qu'avec l'avènement d'un nouvel empereur, Frédéric Barberousse en 1152 (couronné en 1155) que la paix fut rétablie. Godefroid III, fils de Godefroid II, en profita pour épouser Marguerite de Limbourg, mettant fin à la rivalité entre les deux lignées à propos de la Basse-Lotharingie. Leur fils, Henri Ier de Brabant, put porter le titre de duc de Basse-Lotharingie sans contestation à la mort de son père. Il portait déjà depuis 1183 le nouveau titre de duc de Brabant sur décision de l'empereur Frédéric Ier Barberousse.
Le titre de duc de Basse Lotharingie resta dans la maison de Brabant jusqu'en 1430, date de l'avènement des Bourguignons.
Mais dès la fin du XIIe siècle, nul ne savait plus exactement à quoi correspondait l'autorité ducale. Les termes mêmes qui sont en usage pour désigner les successeurs de Godefroid trahissent cette incertitude : duc de Lotharingie, duc de Louvain, duc de Brabant. Ce dernier titre inauguré par Henri Ier prit définitivement le dessus, mais ce n'est plus qu'un fragment du titre primitif, et ce pendant, de l'autre côté de la Meuse, continuera à s'affirmer le duché de Limbourg.

## La fin du duché de Basse-Lotharingie
Lorsque le 23 septembre 1190 Henri Ier assista à la diète de Schwäbisch Hall que présidait Henri VI, il essaya de s'opposer à la reconnaissance officielle du marquisat de Namur que le roi avait créé pour cimenter l'union de l'héritage de Henri l'Aveugle avec le Hainaut. Le duc affirmait que son duché devait s'étendre jusqu'aux limites du Cambrésis. Invité à justifier cette assertion en nommant les comtés dont il était le suzerain, il cita Louvain, Nivelles, Aerschot, Cuijk, Gueldre, Clèves, Looz ; mais le chancelier du Hainaut, Gislebert, répondit immédiatement que jamais les comtes de Louvain, même devenus ducs, n'avaient eu un droit quelconque sur les territoires de Namur et du Hainaut, et les pairs assemblés jugèrent pour droit que le ducatus ne devait comprendre que les fiefs tenus par le duc ou que d'autres tenaient de lui.
L'incident montre que même à la cour impériale on ne savait plus à quoi s'en tenir sur ce point ; ensuite les prétentions de Henri de Louvain étaient loin de s'appliquer à la Basse-Lotharingie tout entière : ni la Frise, ni les pays ripuaires, ni l'Ardenne et ses aboutissants ne pouvaient plus être revendiqués ; enfin le jugement de la diète établit que dans la pensée du temps le pouvoir ducal n'était plus l'intermédiaire nécessaire entre celui du roi et celui des comtes ; c'était un titre honorifique, un degré supérieur dans la hiérarchie princière, mais cela n'impliquait pas une prépondérance que le lien féodal n'avait pas créé de manière expresse.
Le nouveau marquisat de Namur, qui d'ailleurs ne fut lui aussi qu'un décor, s'affirmait dès lors comme un fragment détaché et parfaitement indépendant de l'ancienne Basse-Lotharingie.
Il s'ensuit un conflit ouvert avec les comtes du Hainaut et de Namur, connu sous le nom de guerres de Lembeek dans lequel chacun essaye de reprendre des territoires à l'autre. Un traité de paix est finalement signé en 1194, fixant définitivement les frontières entre le Brabant et le Hainaut.
Les principautés ecclésiastiques étaient tout aussi indépendantes du pouvoir du duc que le marquisat de Namur. Par le développement de l'immunité et l'acquisition du comitatus, elles avaient pris place à côté des comtés laïques et leurs titulaires n'avaient sans doute jamais reconnu l'autorité ducale qu'avec peine. Les évêques de Liège, d'Utrecht, de Cambrai, de Cologne avaient dû trop souvent soutenir le roi contre les ducs eux-mêmes pour garder envers eux l'attitude de vassaux soumis.
Autour de la cour archiépiscopale de Cologne se forma une ceinture de seigneuries d'étendue médiocre, dont les titulaires s'avouent les fidèles du prélat. Le duc de Brabant lui-même relèva des fiefs de l'archevêque de Cologne ; il lui prêta hommage, tandis que jamais l'inverse n'eut lieu : l'archevêque ne se déclare point l'homme du duc.
Un dernier événement contribua à morceler les comtés ; c'est la condamnation du palatin Henri. L'anéantissement de la puissance de la première maison palatine permit aux archevêques colonais de se débarrasser de rivaux fâcheux. Désormais, toute la zone ripuaire entre la Meuse et le Rhin ne verra plus reparaître de formation territoriale compacte et agressive, et forts de la suzeraineté sous laquelle ils réduisent les nombreux petits seigneurs, les prélats se hausseront jusqu'au titre ducal, et à partir du XVIe siècle au titre princier.